# Normalkostenrechnung
Die Normalkostenrechnung ist in der Betriebswirtschaftslehre eine Kostenrechnung, in der Normalkosten verrechnet werden.

## Allgemeines
Es handelt sich um eine Kostenrechnung, bei der den Kostenträgern (Produkte oder Dienstleistungen) nur diejenigen Kosten zugerechnet werden, die bei normalen wirtschaftlichen Verhältnissen entstehen würden. „Normale wirtschaftliche Verhältnisse“ liegen vor, wenn insbesondere die Kosteneinflussgröße Normalbeschäftigung – also weder Unter- noch Überbeschäftigung – vorhanden ist. In ihrer reinen Form gibt es die Normalkostenrechnung bereits aus diesem Grunde in der Praxis nicht, es wird anstatt dessen in der Istkostenrechnung mit Normalkosten gerechnet.

## Arten
Es wird unterschieden zwischen der starren und der flexiblen Normalkostenrechnung:
- Die starre Normalkostenrechnung bestimmt die Normalkosten nur für eine Normalbeschäftigung. Sie verwendet normalisierte Kostenverrechnungssätze und behält diese so lange wie möglich unverändert bei.[4] Sie kann zwei Abweichungen aufzeigen:[5]
  - Preisabweichung und
  - Mengenabweichung.
- Die flexible Normalkostenrechnung berücksichtigt Normalkosten, die bei unterschiedlichen Beschäftigungsgraden zustande gekommen sind. Dazu werden die vorgegebenen Normalkosten in ihre fixen und variablen Bestandteile zerlegt, wobei den angefallenen Ist-Gemeinkosten einer Kostenstelle die vollen fixen Normal-Gemeinkosten gegenübergestellt werden.[6]

Bei der starren Normalkostenrechnung kann die Kostenrechnung beschleunigt angewandt werden. Als „flexibel“ wird heute eine Kostenrechnung bezeichnet, bei der die proportionalen Kosten an Beschäftigungsschwankungen angepasst werden, was auch bei der flexiblen Plankostenrechnung der Fall ist.

## Wirtschaftliche Aspekte
Erich Gutenberg wies 1954 darauf hin, dass die Normalkostenrechnung „nur eine unvollkommene Wirtschaftlichkeits- und Verantwortlichkeitskontrollrechnung“ ist. Für die Kostenkontrolle eignen sich weder die Istkostenrechnung noch die Normalkostenrechnung.
Sind die Istkosten höher als die Normalkosten, liegt eine Kostenüberdeckung vor, umgekehrt eine Kostenunterdeckung. Die Ursachen der Abweichungen der Normalkosten von den Istkosten müssen eingehend untersucht werden, weil sie vielfach auf Mängel im Betriebsablauf zurückzuführen sind.